# Eleccions presidencials dels Estats Units
L'elecció del president i del vicepresident dels Estats Units és un sufragi indirecte en què els ciutadans voten pels membres del Col·legi Electoral dels Estats Units. Al seu torn, els membres del Col·legi Electoral, coneguts com a electors, voten directament pel president i el vicepresident. Si el resultat de les dues votacions és la majoria absoluta, l'elecció s'acaba. Si la majoria dels electors no vota, la Cambra de Representants elegeix el president; si la majoria dels electors no vota pel vicepresident, el Senat l'elegeix. Les eleccions presidencials es realitzen cada quatre anys la diada de l'Elecció que des de 1845 ha estat el dimarts que segueix al primer dilluns de novembre, i coincideix amb altres eleccions federals, estatals i locals. Les eleccions presidencials dels Estats Units de 2020 seran el 3 de novembre.
El procés és regulat per una combinació de lleis federals i estatals. Cada estat té assignat un nombre d'electors del Col·legi Electoral que és igual al seu nombre de senadors i representants al Congrés. A més, Washington, DC té assignat el mateix nombre d'electors que l'estat menys poblat. Els territoris dels Estats Units no hi són representats.
Segons la Constitució dels Estats Units cada òrgan legislatiu dels estats té la facultat d'elegir la forma per a designar els electors. Per tant, l'elecció no l'organitza el govern federal, sinó els diversos estats. En altres paraules, la Diada de l'Elecció és en realitat l'amalgama d'eleccions separades que es realitzen a cada estat i a Washington, DC en comptes d'una elecció única nacional. Tan bon punt els electors han estat designats, ells o elles poden votar per qualsevol persona, però llevat d'algunes rares excepcions, com pot ser l'elector no compromès o un trànsfuga, els electors voten pels candidats designats. Llurs vots són certificats pel Congrés dels Estats Units, que és el jutge final d'electors, el gener subsegüent a les eleccions. El quadrienni comença oficialment el dia de la investidura, el 20 de gener, tot i que la cerimònia formal d'investidura pren lloc el 21 de gener si el 20 de gener és diumenge.
El procés de nominació dels candidats comença amb les eleccions primàries i els caucus i culmina amb les convencions de nominació presidencials. Aquest procés no està descrit en la constitució, sinó que els estats i els partits polítics el van desenvolupar amb el temps. Les eleccions primàries i els caucus són escalonades, entre el gener i el juliol abans de l'elecció general de novembre. Les Convencions Nominadores es realitzen durant l'estiu. El procés per a nominar candidats també és un sufragi indirecte, en què els votants elegeixen als delegats d'una convenció nacional d'un partit polític, els quals al seu torn, elegeixen al candidat presidencial. El candidat presidencial aleshores elegeix al candidat a la vicepresidència, i aquesta elecció és aprovada per la Convenció. Atesos els canvis a les lleis que regulen el finançament de les campanyes nacionals des dels setanta, els candidats declaren les seves intencions de presentar-se a la nominació fins i tot dos anys abans del dia de les eleccions.